# Glashüttenwald
Ein Glashüttenwald (auch Aschenwald, Gläserschlag usw.) ist ein für die Glasherstellung genutztes Waldstück.
Für die Herstellung von Glas benötigte man große Mengen Holz, um daraus Pottasche zu gewinnen und um mit Holzkohle die Glasschmelze zu erhitzen. Die dazu genutzten Wälder wurden ihrer Nutzung entsprechend benannt und auch die Ortslagen erhielten entsprechende Namen und sind in Gebieten mit ehemaliger Glasindustrie verbreitet.